# Fusiaphera
Fusiaphera là một chi ốc biển, là động vật thân mềm chân bụng sống ở biển trong họ Cancellariidae.

## Các loài
Các loài trong chi Fusiaphera gồm có:
- Fusiaphera macrospira (A. Adams & Reeve, 1850)[2]

Synonyms
- Fusiaphera azumai Habe, 1961[3]: đồng nghĩa của Fusiaphera macrospira (A. Adams & Reeve, 1850)
- Fusiaphera dampierensis Garrard, 1975[4]: đồng nghĩa của Fusiaphera macrospira (A. Adams & Reeve, 1850)
- Fusiaphera eva Petit, 1980[5]: đồng nghĩa của Fusiaphera macrospira (A. Adams & Reeve, 1850)
- Fusiaphera exquisita (Preston, 1905)[6]:: đồng nghĩa của Fusiaphera macrospira (A. Adams & Reeve, 1850)
- Fusiaphera macrospiratoides Habe, 1961[7]: đồng nghĩa của Fusiaphera macrospira (A. Adams & Reeve, 1850)
- Fusiaphera pallida (E.A. Smith, 1899a)[8]: đồng nghĩa của Fusiaphera macrospira (A. Adams & Reeve, 1850)
- Fusiaphera tosaensis (Habe, 1961)[9]:: đồng nghĩa của Fusiaphera macrospira (A. Adams & Reeve, 1850)